# Menoux
Menoux är en kommun i departementet Haute-Saône i regionen Bourgogne-Franche-Comté i östra Frankrike. Kommunen ligger i kantonen Amance som tillhör arrondissementet Vesoul. År 2022 hade Menoux 299 invånare.

## Befolkningsutveckling
Antalet invånare i kommunen Menoux
| Referens: INSEE |